# 東苗穂
東苗穂（ひがしなえぼ）は北海道札幌市東区の町名。

## 地理
北で東雁来町・東苗穂町、東で東雁来、南で本町、西で伏古と隣接する。

## 住所
| 町丁                   | 郵便番号 |
| ---------------------- | -------- |
| 東苗穂1条1丁目～3丁目  | 007-0801 |
| 東苗穂2条1丁目～3丁目  | 007-0802 |
| 東苗穂3条1丁目～3丁目  | 007-0803 |
| 東苗穂4条1丁目～3丁目  | 007-0804 |
| 東苗穂5条1丁目～3丁目  | 007-0805 |
| 東苗穂6条1丁目～3丁目  | 007-0806 |
| 東苗穂7条1丁目～3丁目  | 007-0807 |
| 東苗穂8条1丁目～3丁目  | 007-0808 |
| 東苗穂9条1丁目～3丁目  | 007-0809 |
| 東苗穂10条1丁目～3丁目 | 007-0810 |
| 東苗穂11条1丁目～3丁目 | 007-0811 |
| 東苗穂12条1丁目～4丁目 | 007-0812 |
| 東苗穂13条1丁目～4丁目 | 007-0813 |
| 東苗穂14条1丁目～4丁目 | 007-0814 |
| 東苗穂15条1丁目～4丁目 | 007-0815 |
| 東苗穂町               | 007-0819 |

## 歴史

### 地名の由来
地名の由来は、アイヌ語の「ナイ・ポ」（小さな川）より。このあたりは豊平川の旧河道に当たる伏篭川の水源にあたり、多くの小川や泉が存在したためにつけられた地名である。

### 沿革
1870年（明治4年）、柏崎県からこの地へ入植が行われた。東橋の架橋に合わせて現在の苗穂町付近が順次札幌市に合併、その後札幌村域であった大字苗穂村は重複を避けるため、東苗穂町へと名称変更した。その後住居表示によって大半の地域が東苗穂へと変更、現在に至る。
以前は牧場が東苗穂の大半を占める農村であったが、1975年（昭和50年）代から宅地造成が活発化、住宅地への変貌を遂げた。
- 1870年4月：柏崎県から入植
- 1871年4月：庚午一の村を苗穂村と改称
- 1902年4月1日：札幌村、丘珠村、苗穂村、雁来村が合併し札幌村となる
- 1950年3月1日：札幌村が札幌市に合併、既に札幌市に編入されていた苗穂町との混同を避けるため、旧札幌村大字苗穂村は札幌市東苗穂町に変更
- 1982年：東苗穂町の大部分に条丁目を採用。このときは8条までの変更だったが、以後順次変更地域が広がる。

## 施設
- 札幌市立ひがしなえぼ幼稚園（東苗穂4-2）
- 札苗幼稚園（東苗穂8-3）
- 札幌市立東苗穂小学校（東苗穂5-2）
- 札幌市立札苗小学校（東苗穂7-2）
- 札幌市立札苗北小学校（東苗穂9-3）
- 札幌市立札苗緑小学校（東苗穂1-3）
- 札幌市立札苗中学校（東苗穂7-1）
- 札幌市立札苗北中学校（東苗穂10-3）
- 北海道札幌東陵高等学校（東苗穂10-1）
- アイン薬局東苗穂店（東苗穂5-1）
- 北海道中央バス札幌東営業所（東苗穂2-2）
- イオンモール札幌苗穂（東苗穂2-3）
- 北海道日野自動車本社（東苗穂2-3）
- 札幌矯正管区（東苗穂1-2）
  - 札幌刑務所（東苗穂2-1）
  - 札幌拘置支所（東苗穂2-1）

## 交通
鉄道路線は通っていない。バスに乗り、中心街へ直行するか、地下鉄に乗り換えるか、苗穂駅にてJRに乗り換えるかのいずれかの手段を取る必要がある。地内のバス運行は 北海道中央バス札幌東営業所が行っている。

### 道路
- 国道274号（札幌新道）
- 国道275号（北1条雁来通）
- 北海道道89号札幌環状線（環状通）
- 北海道道1137号丘珠空港東線（丘珠空港通）
- 三角点通（愛称：モエレ公園通り）
- 宮の森・北24条通
- さとらんど通
- 苗穂中通